# Jugosłowiańska Armia Ludowa

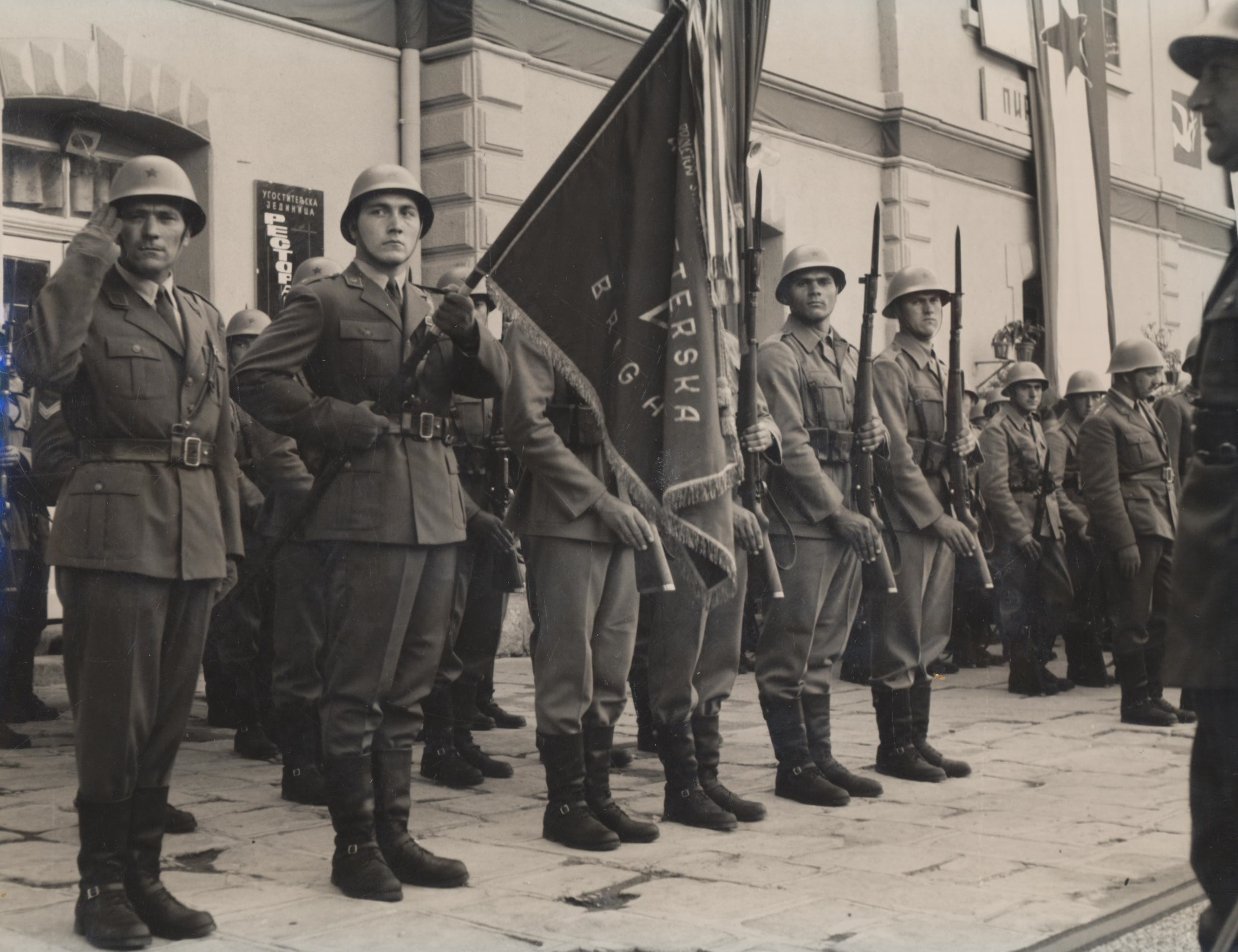
Kompania honorowa JNA w oczekiwaniu na wizytację Tito (1965)

Jugosłowiańska Armia Ludowa (JAL, serb. i maced. Југословенска народна армија – JHA, serbska łacinka: Jugoslovenska narodna armija – JNA, chorw. i bośń. Jugoslavenska narodna armija – JNA, słoweń. Jugoslovanska ljudska armada – JLA) – siły zbrojne Socjalistycznej Federacyjnej Republiki Jugosławii.

## Pochodzenie
JNA wywodzi się z komunistycznej jugosłowiańskiej partyzantki. W 1942 roku powstała Narodowa Armia Wyzwolenia Jugosławii (Narodno Oslobodilačka Vojska i Partizanski Odredi Jugoslavije – NOVJ). W marcu 1945 partyzantka przekształciła się w Jugosłowiańską Armię (Jugoslovenska Armija) i ostatecznie 22 grudnia 1951 do nazwy armii dodano przymiotnik „Ludowa” (Narodna lub Ljudska). Święto utworzenia JNA było obchodzone co roku, 22 grudnia.

## Organizacja
JNA postrzegano jako czwarte co do wielkości wojsko w Europie. Składała się z wojsk lądowych, sił powietrznych oraz z marynarki wojennej. W strukturze sił zbrojnych wydzielono cztery okręgi wojskowe. Okręgi były odpowiedzialne za takie działania administracyjne, jak: mobilizacja, pobór lub utrzymywanie wojskowych obiektów.
Okręgi wojskowe:
- Belgrad (obejmował wschodnią Chorwację, Serbię z Wojwodiną oraz Bośnię i Hercegowinę)
- Zagrzeb (obejmował Słowenię i północną Chorwację)
- Skopje (obejmował Macedonię, południową Serbię i Czarnogórę)
- Rejon floty Split

JNA w 1991 liczyła ponad 180 tys. żołnierzy, z czego 100 tys. było rekrutami.
W 1990 nastąpiło przeorganizowanie struktury w siłach lądowych. Doprowadziło to do wyeliminowania starej dywizyjnej organizacji piechoty, zastępując ją brygadami, które od tego czasu były największymi jednostkami operacyjnymi. Przekształcono wówczas dziesięć spośród dwunastu dywizji piechoty na 29 pułków: pancernych, zmechanizowanych i górskich brygad piechoty z integralną artylerią i obroną przeciwlotniczą, oraz pułków przeciwpancernych. Jedna brygada lotnictwa została zreorganizowana przed 1990. Posunięcie to zwiększyło sprawność, zwrotność i taktyczną inicjatywę i z założenia pozwalało zmniejszyć niebezpieczeństwo, że zbyt duże oddziały armii będą zniszczone w walce z agresorem. Zmiana ta stworzyła większe możliwości rozwijania umiejętności stosunkowo młodych i utalentowanych oficerów.

## Rangi
Stopnie wojskowe używane w Jugosłowiańskiej Armii Ludowej (ostatni wzór z 1982 roku).
| Korpusy              | Jugosłowiańska armia                 | Jugosłowiańskie lotnictwo            | Jugosłowiańska marynarka             |
| -------------------- | ------------------------------------ | ------------------------------------ | ------------------------------------ |
| Naczelny Dowódca     | Maršal Jugoslavije                   | Maršal Jugoslavije                   | Maršal Jugoslavije                   |
| generałowie          | General Jugoslovenske narodne armije | General Jugoslovenske narodne armije | General Jugoslovenske narodne armije |
| generałowie          | General armije                       | General armije                       | Admiral flote                        |
| generałowie          | General-pukovnik                     | General-pukovnik avijacije           | Admiral                              |
| generałowie          | General-potpukovnik                  | General-potpukovnik avijacije        | Viceadmiral                          |
| generałowie          | General-major                        | General-major avijacije              | Kontraadmiral                        |
| oficerowie starsi    | Pukovnik                             | Pukovnik avijacije                   | Kapetan bojnog broda                 |
| oficerowie starsi    | Potpukovnik                          | Potpukovnik avijacije                | Kapetan fregate                      |
| oficerowie starsi    | Major                                | Major avijacije                      | Kapetan korvete                      |
| oficerowie młodsi    | Kapetan 1. klase                     | Kapetan 1. klase avijacije           | Poručnik bojnog broda                |
| oficerowie młodsi    | Kapetan                              | Kapetan avijacije                    | Poručnik fregate                     |
| oficerowie młodsi    | Poručnik                             | Poručnik avijacije                   | Poručnik korvete                     |
| oficerowie młodsi    | Potporučnik                          | Potporučnik avijacije                | Potporučnik                          |
| podoficerowie starsi | Zastavnik 1. klase                   | Zastavnik 1. klase avijacije         | Zastavnik 1. klase                   |
| podoficerowie starsi | Zastavnik                            | Zastavnik avijacje                   | Zastavnik                            |
| podoficerowie młodsi | Stariji vodnik 1. klase              | Stariji vodnik 1. klase avijacije    | Stariji vodnik 1. klase              |
| podoficerowie młodsi | Stariji vodnik                       | Stariji vodnik avijacije             | Stariji vodnik                       |
| podoficerowie młodsi | Vodnik 1. klase                      | Vodnik 1. klase avijacije            | Vodnik 1. klase                      |
| podoficerowie młodsi | Vodnik                               | Vodnik avijacije                     | Vodnik                               |
| szeregowi            | Mlađi vodnik                         | Mlađi vodnik avijacije               | Mlađi vodnik                         |
| szeregowi            | Desetar                              | Desetar avijacije                    | Desetar                              |
| szeregowi            | Razvodnik                            | Razvodnik avijacije                  | Razvodnik                            |
| szeregowi            | Vojnik                               | Vojnik avijacije                     | Mornar                               |